# Avorio nero
Avorio nero noto anche col titolo alternativo di Antonio Adverse l'avventuriero (Anthony Adverse) è un film del 1936 di Mervyn LeRoy basato sul romanzo omonimo di Hervey Allen (1933).
Il film, anche se con meno intensità del romanzo di Hervey Allen, ricostruisce nella prima parte gli scenari di una Livorno di fine Settecento in cui predomina una borghesia mercantile costituita in buona parte da elementi di origine straniera 
Il direttore della fotografia Tony Gaudio ricevette l'Academy Award per questo film, diventando il primo italiano a vincere un Oscar.

## Trama
Nel 1773, Maria Bonnyfeather, una giovane scozzese, sposa il marchese spagnolo Don Luis. La consumazione del matrimonio è ritardata finché lui non guarisce dalla gotta in una famosa località termale. Nel frattempo, Maria riprende la sua relazione con Denis Moore, un uomo che l'ha sempre amata, e rimane incinta di lui. Quando Don Luis scopre il tradimento, uccide Denis in un duello con la spada e Maria, sconvolta, fugge con lui. La donna muore però durante il parto, e il neonato, lasciato in un convento, viene battezzato con il nome di Anthony Adverse. Don Luis mente a suo suocero, John Bonnyfeather, dicendo che il bambino è morto. Anni dopo, Anthony viene preso come apprendista da Bonnyfeather, che scopre la sua vera discendenza ma decide di mantenere il segreto. Cresciuto, Anthony si innamora della figlia del cuoco, Angela Giuseppe, che sogna di diventare una grande cantante d'opera. Si sposano, ma subito dopo Anthony deve partire per l'Havana, dove si troverà coinvolto in un affare per salvare la fortuna della famiglia Bonnyfeather. Durante la sua assenza, Angela interpreta erroneamente la situazione e crede che lui l'abbia abbandonata, iniziando una carriera di successo. Quando Anthony ritorna, finisce coinvolto in affari loschi in Africa e  nel traffico di schiavi. Dopo qualche anno, torna in Italia, dove scopre che Bonnyfeather è morto e la sua fortuna è stata sottratta dalla sua governante, Faith Paleologus, ora moglie di Don Luis. 
Anthony si reca a Parigi per rivendicare il suo patrimonio e lì ritrova Angela, ora famosa con il nome di Mademoiselle Georges e amante di Napoleone Bonaparte. La rivede, ma le circostanze li separano nuovamente.

## Produzione
Il film fu prodotto dalla Warner Bros. Pictures con un budget stimato di 1 milione di dollari. La produzione cominciò il 6 novembre 1935 e finì il 16 gennaio 1936. Le riprese furono effettuate negli studi 14, 15 e 17 della Warner Brothers a Burbank, al 4000 Warner Boulevard.
Il film ha anche un'ambientazione italiana: la parte iniziale infatti è ambientata a Livorno, ricostruita direttamente negli studi di Hollywood. Livornese è poi uno dei protagonisti del film, Vincent Nolte, appartenente all'influente comunità tedesca della città, che però nella realtà storica non viene salvato dal fallimento da Anthony Adverse, ma è imprigionato per debiti 
Per la parte del piccolo Anthony fu scelto Billy Mauch per la sua somiglianza con Fredric March, anche se l'attore bambino dirà poi di essersi divertito ad alternarsi nel ruolo con il fratello gemello Bobby Mauch a insaputa del regista. I due gemelli in effetti erano straordinariamente simili di aspetto e di voce da rendere difficile talora anche alla loro madre di riconoscerli, se non per il fatto che Billy era mancino e aveva bisogno degli occhiali per leggere.

### Distribuzione
Distribuito dalla Warner Bros., il film fu presentato con il titolo originale Anthony Adverse in anteprima a Los Angeles il 29 luglio 1936 e, sulla costa orientale, a New York il 26 agosto. Uscì poi nelle sale cinematografiche USA il 29 agosto 1936. Nel 1947, ne venne fatta una riedizione che uscì il 13 dicembre.
In Italia uscì nelle sale nel marzo 1937; venne quindi ridistribuito nell'agosto 1948 con un nuovo doppiaggio.

## Riconoscimenti
- 1937 - Premio Oscar
  - Miglior attrice non protagonista a Gale Sondergaard
  - Migliore fotografia a Tony Gaudio
  - Miglior montaggio a Ralph Dawson
  - Miglior colonna sonora a Leo F. Forbstein
  - Candidato al miglior film alla Warner Bros.
  - Candidato alla migliore aiuto regia a William H. Cannon
  - Candidato alla migliore scenografia a Anton Grot